# Табарлинское сельское поселение
Табарлинское се́льское поселе́ние — муниципальное образование в Агрызском районе Татарстана Российской Федерации.
Административный центр — село Табарле.

## История
Статус и границы сельского поселения установлены Законом Республики Татарстан от 31 января 2005 года № 14-ЗРТ «Об установлении границ территорий и статусе муниципального образования "Агрызский муниципальный район" и муниципальных образований в его составе».

## Население
| 2010 | 2011 | 2012 | 2013 | 2014 | 2015 | 2016 |
| ---- | ---- | ---- | ---- | ---- | ---- | ---- |
| 719  | ↘717 | ↘698 | ↘697 | ↗708 | ↘685 | ↘667 |
| 2017 | 2018 | 2019 | 2020 |      |      |      |
| ↘651 | ↘635 | ↘607 | ↘596 |      |      |      |

## Состав сельского поселения
| № | Населённый пункт | Тип населённого пункта       | Население |
| - | ---------------- | ---------------------------- | --------- |
| 1 | Мукшур           | деревня                      |           |
| 2 | Новое Аккузино   | село                         |           |
| 3 | Сукман           | село                         |           |
| 4 | Табарле          | село, административный центр |           |